# Wigald
Wigald (auch in der Schreibweise Wiegald) ist ein männlicher Vorname und eine Nebenform zu Wigbald, Wigbold und Wibald.

## Herkunft und Bedeutung
Der Name geht auf das Althochdeutsche zurück: wig (Kampf; siehe beispielsweise auch Wiglev) und bald (kühn).

## Namensträger
- Wigolt (Augsburg) († 1088), auch Wigald,[3] Augsburger Bischof[4]
- Wigald Boning (* 1967), deutscher Komiker und Moderator